# Teodora Injac
Teodora Injac (serbisch-kyrillisch Теодора Ињац; * 26. Mai 2000 in Belgrad) ist eine Schachspielerin aus Serbien. Sie trägt seit 2021 den Titel Großmeister der Frauen (WGM), seit 2023 außerdem den Titel Internationaler Meister (IM). 2025 gewann sie die Europameisterschaft der Frauen.

## Erfolge
Injac gewann 2018, 2019 und 2020 die serbische Schachmeisterschaft der Frauen. Bei ihrem ersten Sieg war sie die jüngste Frau, die je diese Meisterschaft gewonnen hat. Außerdem erreichte sie 2018 den dritten Platz bei der Schachweltmeisterschaft der Jugend in Porto Carras, Griechenland.
2021 hat sie sich für den Schach-Weltpokal der Frauen qualifiziert, wo sie auf Nummer 63 gesetzt in der ersten Runde mit 2:0 Dina Belenkaya besiegte, bevor sie mit ½:1½ in der zweiten Runde an der als Nummer 2 gesetzten Jekaterina Lagno scheiterte.
Ebenfalls 2021 wurde ihr der Titel Großmeister der Frauen (WGM) verliehen, seit 2023 ist sie auch Internationaler Meister (IM).
Beim Schach-Weltpokal der Frauen 2023 in Baku, Aserbaidschan, besiegte sie in Runde 1 Nuraj Sowetbekowa mit 2:0 und in Runde 2 auch Sophie Milliet mit 1½:½. In Runde 3 gewann sie mit 3:1 gegen die Gewinnerin des Schach-Weltpokals 2021 und ehemalige Schachweltmeisterin der Frauen Alexandra Kostenjuk. In Runde 4 verlor sie gegen Polina Schuwalowa mit ½:1½.
Injac gewann die Schach-Europameisterschaft der Frauen 2025 in Rhodos, Griechenland.

## Nationalmannschaft
Mit 17 Jahren wurde sie Mitglied der serbischen Frauen-Nationalmannschaft, mit der sie inzwischen vier Mal an der Mannschaftseuropameisterschaften der Frauen teilgenommen hat: 2017 in Limenas Chersonisou, Kreta, 2019 in Batumi, Georgien, 2021 in Čatež ob Savi, Slowenien, und 2023 in Budva, Montenegro.
Sie war Mitglied der serbischen Mannschaft bei der Schacholympiade 2018 in Batumi, Georgien, bei der Schacholympiade 2022 in Chennai, Indien und bei der Schacholympiade 2024 in Budapest.
2023 gewann sie bei der Europäischen Mannschaftsmeisterschaft eine Goldmedaille für das beste Ergebnis am ersten Brett (7 aus 9, Performance-Zahl 2596), womit sie auch ihre ersten GM-Norm erfüllte. Sie war die erste weibliche Schachspielerin aus Serbien, die je eine GM-Norm erfüllte.